# 讷沙托湖

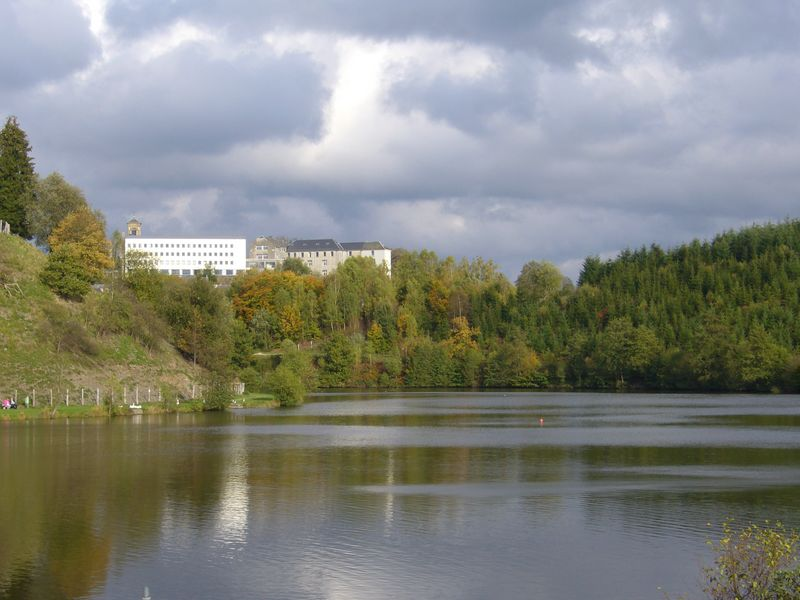

49°50′10″N 05°25′40″E / 49.83611°N 5.42778°E
讷沙托湖（法語：Lac de Neufchâteau）是比利時的一个人工湖泊，位於阿登地區，讷沙托附近，始建於1958年，長0.5公里、寬0.1公里，面積0.06平方公里，海拔高度395米，是熱門的旅遊地點。